# Hypsochila wagenknechti
Hypsochila wagenknechti is een vlindersoort uit de familie van de Pieridae (witjes), onderfamilie Pierinae.
Hypsochila wagenknechti werd in 1938 beschreven door Ureta.